# Mesotritia virginiensis
Mesotritia virginiensis är en kvalsterart som först beskrevs av Arthur P. Jacot 1930.  Mesotritia virginiensis ingår i släktet Mesotritia och familjen Oribotritiidae. Inga underarter finns listade i Catalogue of Life.